# Predsednik Črne gore
Predsednik Črne gore (srbsko Предсједник Црне Горе, latinizirano: Predsjednik Crne Gore) je vodja države Črne gore. Trenutni predsednik je Jakov Milatović, ki je bil v drugem krogu predsedniških volitev leta 2023 izvoljen s 58,88 % glasov. Uradna rezidenca predsednika je Modra palača na Cetinju.

## Ustava
O predsedniku države govori ustava Črne gore v 97. členu:
- Predsednik Črne gore je izvoljen za dobo petih let.
- Ista oseba je lahko izvoljena za predsednika Črne gore le dvakrat.
- Predsednik Črne gore prevzame dolžnost na dan prisege pred poslanci parlamenta.
- Če mandat predsednika poteče med vojnim ali izrednim stanjem, se podaljša za največ 90 dni po koncu izrednih okoliščin.
- Predsednik Črne gore ne sme opravljati nobene druge javne dolžnosti.

## Naloge predsednika
V skladu s črnogorsko ustavo v 95. členu predsednik Črne gore:
1. zastopa Črno goro v državi in v tujini;
2. poveljuje vojski na podlagi sklepov obrambno-varnostnega sveta;
3. razglaša zakone z odlokom;
4. razpisuje parlamentarne volitve;
5. parlamentu predlaga kandidata za predsednika vlade (po posvetovanju s predstavniki parlamentarnih političnih strank), predsednika in sodnike ustavnega sodišča; zagovornika človekovih pravic in svoboščin;
6. imenuje in razrešuje veleposlanike ter vodje drugih diplomatskih predstavništev Črne gore v tujini (na predlog vlade in po pridobitvi mnenja parlamentarnega odbora, pristojnega za mednarodne odnose);
7. sprejema akreditacijska pisma in preklice tujih diplomatov;
8. odlikuje
9. podeli amnestijo;
10. opravlja druge naloge, določene z ustavo ali zakonom.

## Namestništvo
Po črnogorski ustavi 99. člen v primeru prenehanja mandata ali v primeru začasne nezmožnosti opravljanja nalog predsednika Črne gore, do izvolitve novega predsednika funkcijo predsednika države opravlja predsednik črnogorskega parlamenta.

## Razglasitev zakonov
V skladu s 94. členom Ustave Črne gore predsednik Črne gore zakon razglasi v sedmih dneh od dneva sprejetja, v treh dneh, če je bil zakon sprejet po hitrem postopku, lahko pa ga parlamentu pošlje v ponovno odločanje. Predsednik Črne gore razglasi ponovno sprejeti zakon.

## Seznam predsednikov
Glej stran: Seznam predsednikov Črne gore

## Predsedniški prapori
- Predsedniški standard na kopnem
- Predsedniški standard na površju